# Hôtel Matignon

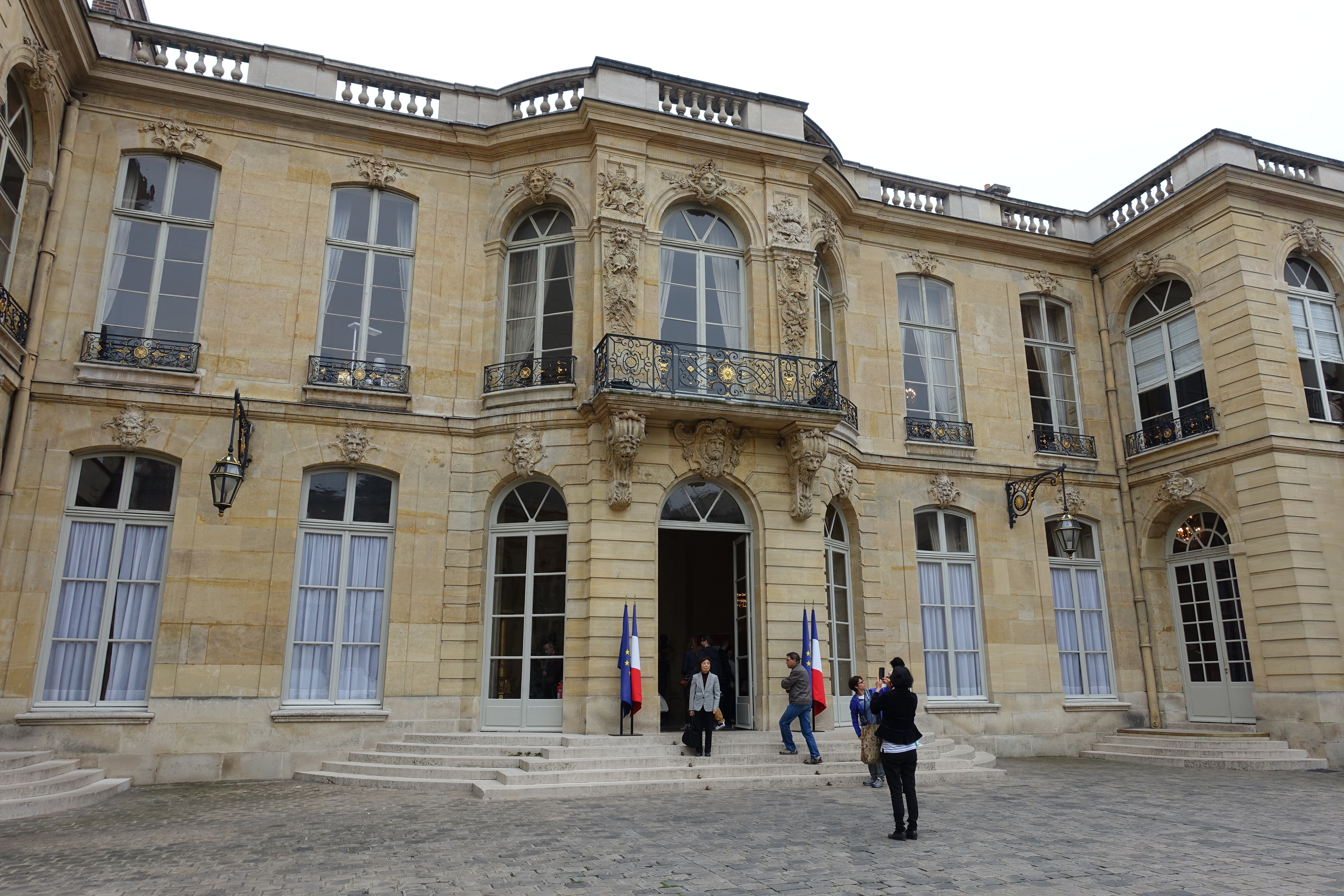
Binnenhof van het Hôtel Matignon

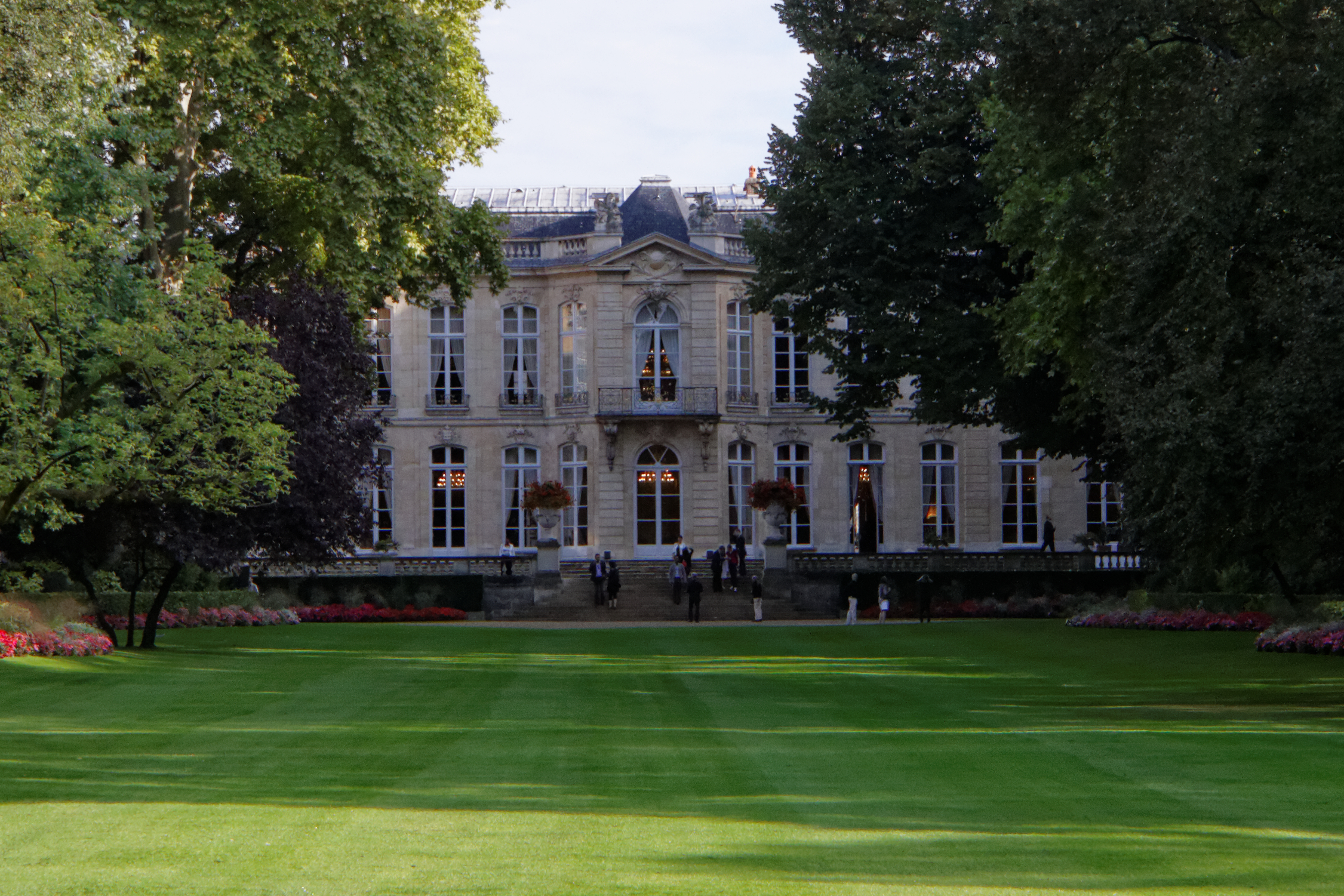
Omliggende tuin

Het Hôtel Matignon (ook Hôtel de Matignon), of kortweg het Matignon, is een beroemd herenhuis, gelegen aan de rue de Varenne, nummer 57, in het 7e arrondissement van Parijs. Het werd in 1723 opgetrokken door architect Jean de Courtonne, en geldt als een van de mooiste Parijse herenhuizen uit de 18e eeuw. De plattegrond volgt de toenmalige mode van het 'hôtel entre cour et jardin', waarbij het hoofdgebouw van de straat gescheiden is door een verhard voorplein. Sinds 1935 is het de officiële residentie en werkplek van het hoofd van de Franse regering. Oorspronkelijk was dit de voorzitter van de ministerraad (Frans: Président du Conseil des ministres); sinds het verdwijnen van die titel gaat het om de premier (Premier ministre).
In het dagelijkse taalgebruik en door de media wordt de term ook gebruikt om de premier of zijn diensten aan te duiden. In die zin is het vergelijkbaar met het Élysée, waar de Franse president woont en werkt. Net als het Élysée, het Palais Bourbon en het Palais du Luxembourg, wordt het Hôtel Matignon bewaakt door de republikeinse garde (Garde républicaine).
De huidige bewoner van het Hôtel Matignon is François Bayrou, premier sinds 13 december 2024 onder het presidentschap van Emmanuel Macron.

## Tuin
Het herenhuis wordt omgeven door een park van drie hectare, de Jardin de Matignon, ontworpen in 1902 door Achille Duchêne. Het is de grootste particuliere tuin in Parijs, en combineert elementen uit de Franse en Engelse tuinen. Sinds Raymond Barre (premier van 1976 tot 1981) heeft elk hoofd van de regering, behalve Jacques Chirac (premier van 1986 tot 1988), er bij aankomst een boom geplant.
- Gemeinsame Normdatei: 4488243-9
- Virtual International Authority File: 172862929